# Hiyya al-Daudi
Hiyya al-Daudi (né à Babylone (royaume), décédé au Royaume de Castille en 1154) (en Hébreu: חייא אלדאודי) était un rabbin sépharade, compositeur et poète andalou.

## Biographie
Il était le fils de David, fils de Hizkiya Gaon.
D'après l'historien du XVe siècle Abraham Zacuto, avant de s'installer dans la péninsule ibérique Hiyya al-Daudi était originaire de Babylone.
Rabbin érudit il était également compositeur liturgique, poète et servait en tant que conseiller du roi Alphonse Ier de Portugal. Deux de ses piyutim furent inclus dans la compilation Betulat bat Yehudah par l'intellectuel italien Samuel David Luzzatto (XIXe siècle).
Son fils Yaish Ibn Yahya (mort en 1196) était le père de Yahia Ben Rabbi.
Il est l'ancêtre de la famille Ibn Yahya.